# Peulisbossen
De Peulisbossen is een natuurgebied in de Antwerpse gemeente Putte, gelegen tussen Peulis en Rijmenam.
Het gebied wordt beheerd door Natuurpunt.
Het betreft een betrekkelijk klein gebied met vochtig bos dat vaak overstroomd doordat het een overloopgebied is van de Rehaegenbeek. Er zijn poelen en greppels terwijl om het bos weilanden te vinden zijn. In de vochtige delen vindt men onder meer: zwarte zegge, ijle zegge, gele waterkers, bosviooltje, dalkruid, lelietje van dalen en blauw glidkruid.
De fauna omvat onder meer: ree, houtsnip, buizerd, bosuil, sperwer, havik, wintertaling en alpenwatersalamander.
De Peulisbossen zijn buiten de broedtijd toegankelijk, maar moeilijk te betreden.